# Gare de Salamanque
La gare de Salamanque, est une gare ferroviaire espagnole située dans la ville homonyme dans la communauté autonome de Castille-et-Léon. Elle est la principale gare ferroviaire de la province de Salamanque. 
En 2010, les services de trains grandes lignes Media Distancia desservant la gare ont été utilisés par 520 700 voyageurs.

## Situation ferroviaire
La gare de Salamanque se situe au cœur d'un nœud ferroviaire où convergent trois lignes ferroviaires : au point kilométrique 77 de la ligne de Medina del Campo à Salamanque, permettant de rallier la frontière entre l'Espagne et le Portugal via la ligne de Salamanque à Vilar Formoso, au point kilométrique 111,1 de la ligne d'Ávila à Salamanque (via Peñaranda de Bracamonte) et au point kilométrique 162,5 de la ligne fermée Plasencia-Astorga.
Elle est dotée de trois quais latéraux et vingt-deux voies dont un nombre important de voies de service.

## Histoire

### Les débuts

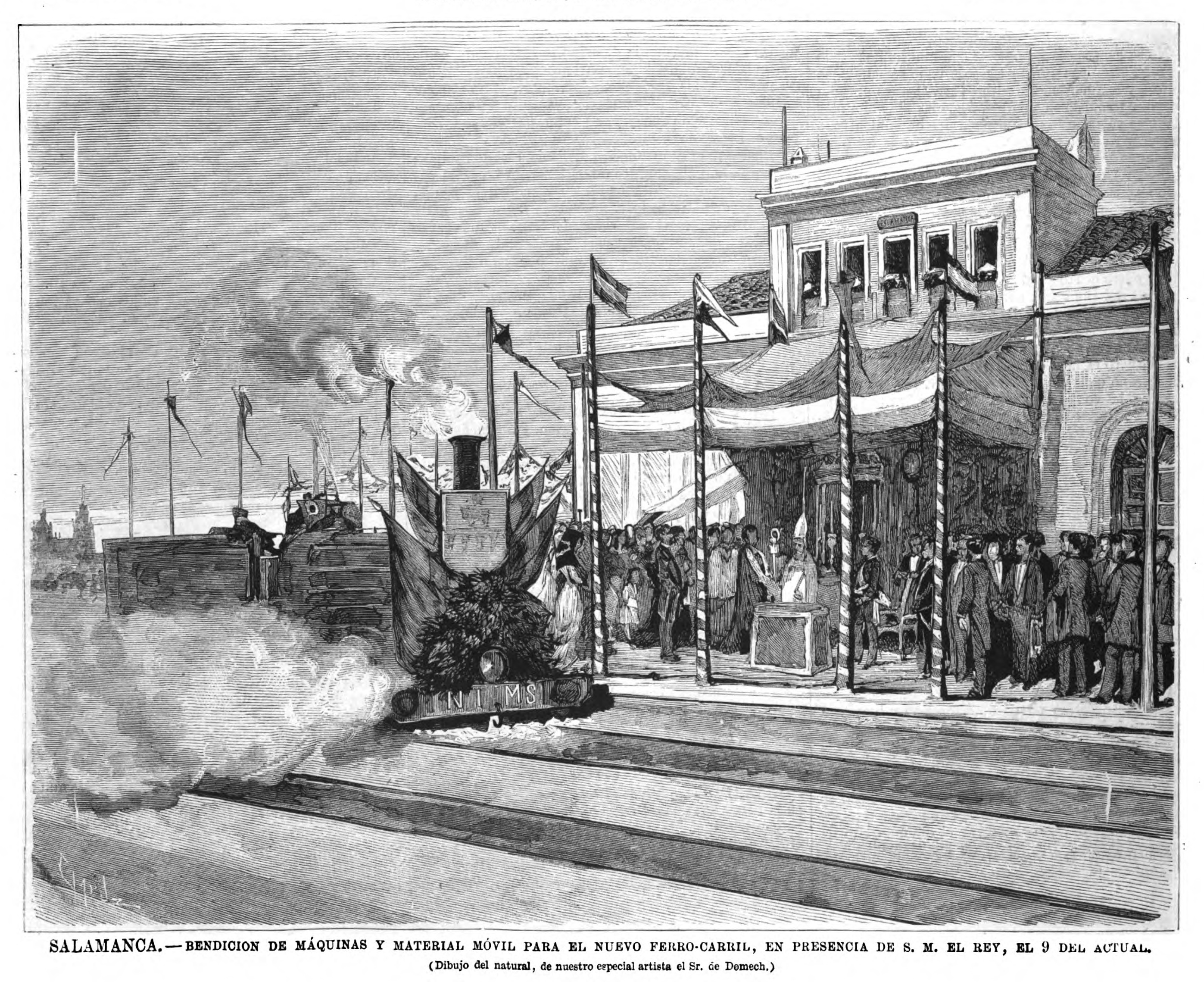
Inauguration de la gare et bénédiction des engins de traction en présence d'Alphonse III en 09 1877.

Le chemin de fer est arrivé à Salamanque le 26 août 1877 avec l'ouverture du dernier tronçon de la ligne de Medina del Campo à Salamanque, entre El Pedroso de la Armuña et la ville de Salamanque,  bien que l'inauguration officielle, réalisée par Alphonse XII, n'a eu lieu que le 1er septembre de la même année. L'exploitation de la ligne est restée entre les mains de la Compañía del Ferrocarril de Medina del Campo a Salamanca (« Compagnie du chemin de fer de Medina del Campo à Salamanque »). En 1886, une deuxième ligne a été mise en service, reliant Salamanque au Portugal via Fuentes de Oñoro. De même, en 1896, la ligne Plasencia-Astorga a été mise en service, avec un arrêt à Salamanque. Des décennies plus tard, cette ligne a permis de créer un axe ferroviaire reliant le nord au sud du pays sans passer par Madrid, de Séville à Gijón via Mérida, Plasencia, Salamanque, Zamora, Benavente ou encore Astorga.
À l'occasion de la mise en service de la ligne vers Medina del Campo, la gare a été construite sur un site qui avait été cédé par le conseil municipal. Sur la base d'un projet de 1876, un bâtiment pour les passagers a été construit avec entre autres un vestibule et une salle d'attente, une auberge ou encore un guichet. Des années plus tard, en raison de l'augmentation du trafic de voyageurs et de marchandises, ce bâtiment original a été agrandi sur les côtés sur la base d'un projet de la société propriétaire de la ligne Plasencia-Astorga. De plus, au début du XXe siècle, des auvents métalliques ont été ajoutés dans la zone des quais. Outre le bâtiment voyageurs, la gare de Salamanque a été équipée en complément d'ateliers, des réservoirs d'eau, des quais pour les trains de fret, etc. Elle disposait également d'un dépôt de locomotives à vapeur.
En 1926, la ligne Ávila-Salamanca, qui était en construction depuis plus de 30 ans, fut inaugurée par le dictateur Miguel Primo de Rivera.
En 1928, l'État saisit plusieurs des lignes opérant dans le nord-ouest de l'Espagne et les intègre à la Compañía Nacional de los Ferrocarriles del Oeste, qui gère la gare de Salamanque - unifiant ainsi toutes ses lignes sous une seule administration. Sous la direction de l'entreprise "Oeste", la coordination des horaires des différentes lignes desservant la ville de Salamanque a été améliorée, ce qui n'avait pas été le cas jusqu'alors de la part des anciennes entreprises privées.

### Exploitation par la Renfe

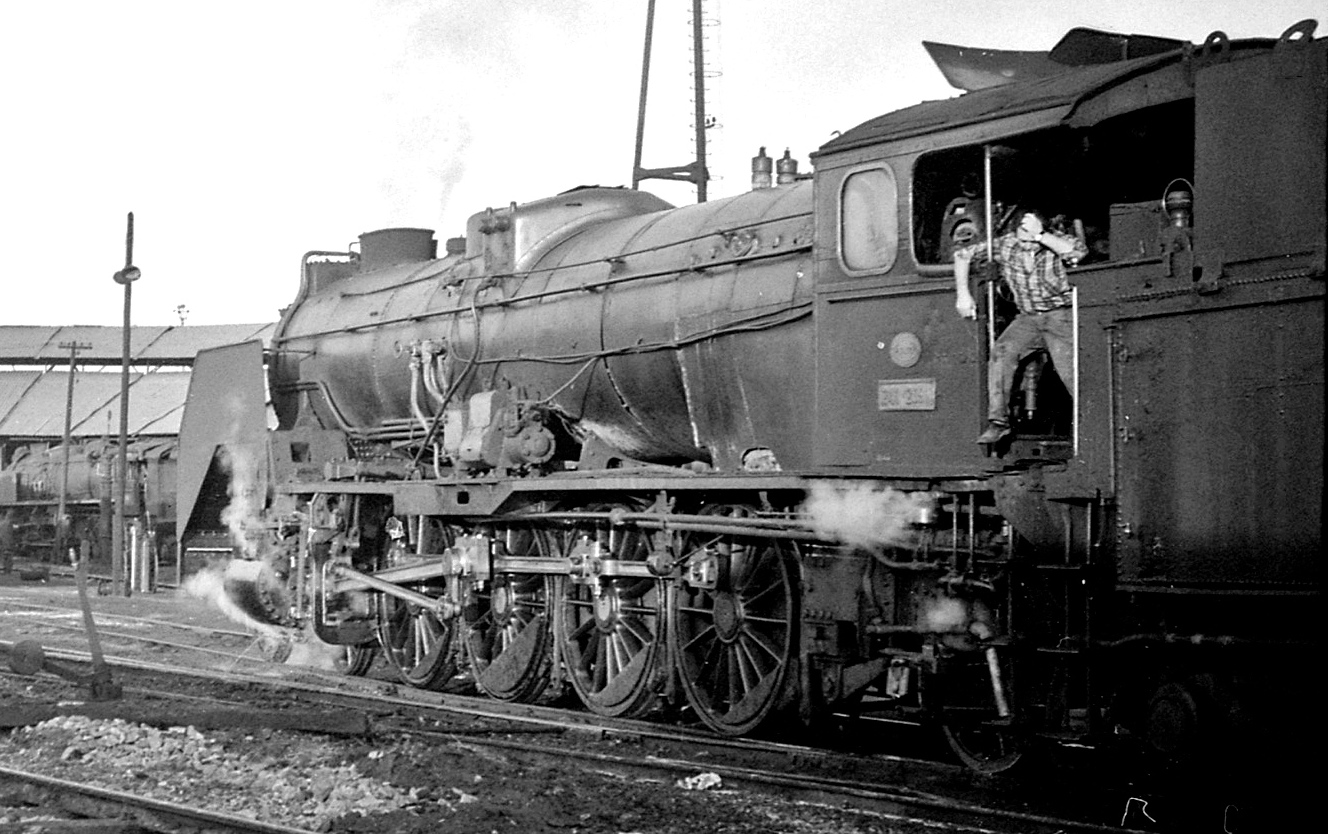
Manœuvre d'une locomotive à proximité du dépôt de Salamanque, en 1970.

En 1941, avec la nationalisation de l'ensemble du réseau ferroviaire espagnol à écartement ibérique, la gare est passée aux mains de la Renfe, nouvellement créée. En 1959, il a été décidé de rénover la gare d'origine en raison des déficiences techniques qu'elle présentait à l'époque et de l'évolution du trafic de voyageurs. Cependant, il faut encore attendre plusieurs années avant que le projet ne soit mis en œuvre. Le bâtiment historique fut démoli en 1970,. La nouvelle gare, vitrée, est inaugurée le 19 novembre 1973 en présence du ministre de l'Équipement, Gonzalo Fernández de la Mora, et des autorités municipales.
En 1985, comme pour d'autres lignes ferroviaires, la ligne Plasencia-Astorga a été fermée en raison de sa faible rentabilité. Le tronçon Salamanque-Valdunciel est toutefois resté opérationnel pour le trafic de marchandises. La même année, la ligne La Fuente de San Esteban-Barca de Alba a été fermée au trafic, ce qui signifie que Salamanque a également perdu son lien historique avec Porto. 

### Récemment
Le bâtiment inauguré en 1973 a été démoli en 1999. La construction d'un nouveau bâtiment a été lancée à son emplacement, comprenant un centre commercial baptisé Vialia. Les travaux ont duré plusieurs années et la nouvelle gare a été inaugurée le 17 mars 2002. Depuis janvier 2005, ADIF est propriétaire des installations ferroviaires.
Les travaux d'électrification de la gare ont commencé en 2014 et ont été achevés en 2015. Ce nouveau système fut opérationnel dès la fin de l'année. 

## Service des voyageurs

### Accueil

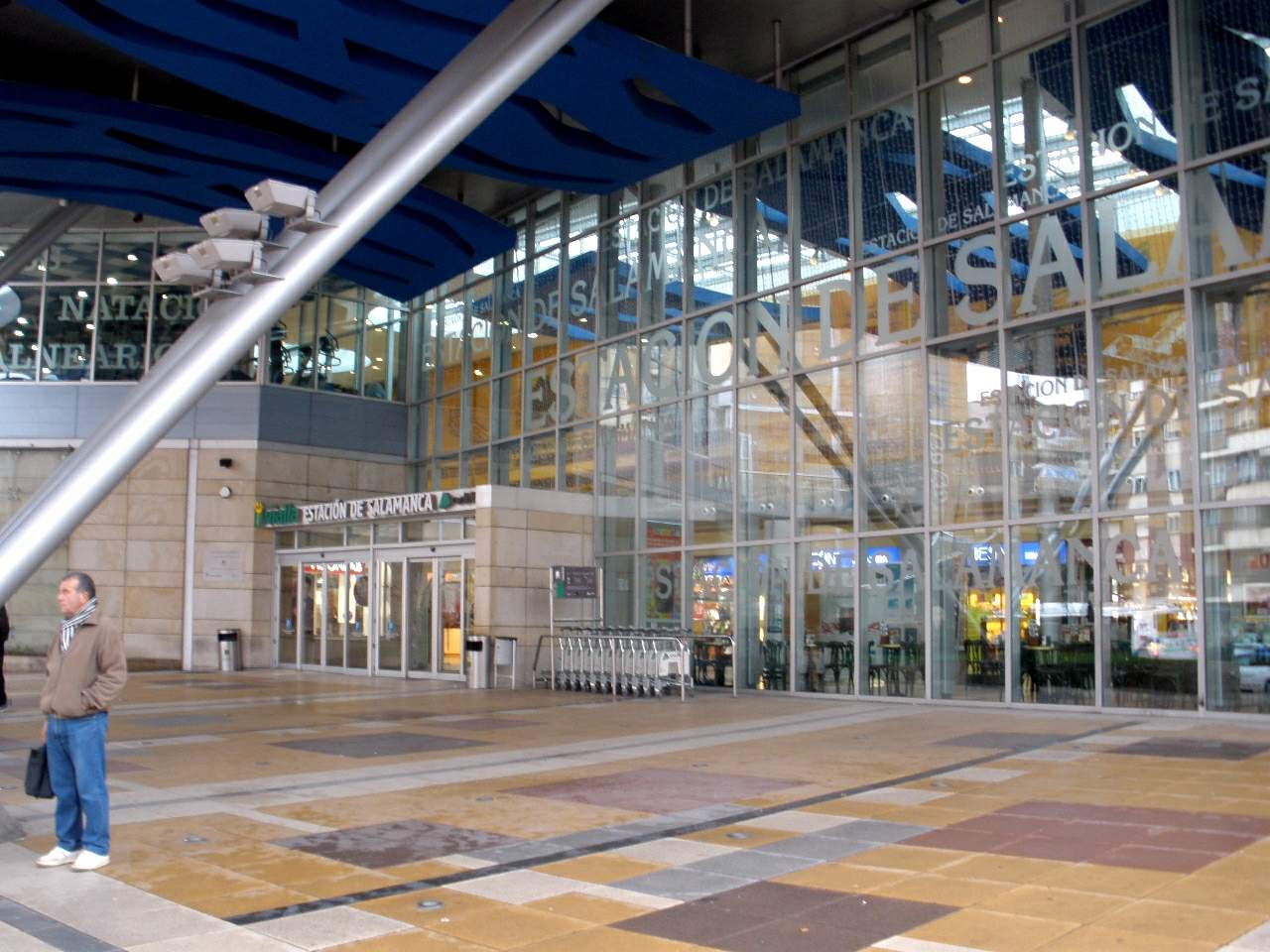
L'entrée principale entièrement vitrée.

La gare nouvelle de Salamanque, inaugurée en 2002, est située à la périphérie de la ville, à environ 15 minutes du centre où se trouve la gare de la Alamedilla. Elle a été conçue par les architectes Antonio Fernández Alba et Oscar Palazón. 
La gare est accessible aux personnes à mobilité réduite et un passage souterrain relie les quais. On y trouve un guichet de vente de billets, le service clientèle, des toilettes et une cafétéria. 
Outre tous les services proposés par ADIF, l'enceinte de la gare comprend un centre commercial dénommé Vialia.

### Desserte

#### Grandes lignes
Depuis la suppression en juin 2012du train Diurno (« diurne ») qui reliait Salamanque à Bilbao-Abando-Indalecio-Prieto, les seuls liaisons ferroviaires desservant Salamanque étaient les trains de nuit Trenhotel reliant Lisbonne à Madrid et Hendaye, supprimés en 2020.
À partir de décembre 2015, des trains Alvia sont mis en service entre la gare de Madrid-Chamartín-Clara Campoamor et Salamanque via LGV Madrid - Valladolid puis la ligne de Medina del Campo à Salamanque, fraîchement électrifiée.
Depuis le 25 mars 2019, une liaison InterCity, transformé depuis en Alvia depuis le 11 janvier 2021, assure chaque jour une liaison aller-retour avec la gare de Barcelone-Sants.

#### Media Distanciaet trafic régional
La gare de Salamanque est desservie par des trains Media Distancia Renfe et Regional Exprés assurant des relations entre Salamanque, Ávila et Madrid ainsi qu'en direction de Valladolid-Campo Grande. En direction de Salamanque, les trains sont prolongés jusqu'en gare de La Alamedilla.

### Intermodalité
La gare est en correspondance avec le réseau d'autobus urbains de Salamanque (Salamanca de Transportes) à l'arrêt Pº. Estación 117. Cet arrêt est desservi par les lignes 1, 7 et 11.